# Satanica
Satanica é o quarto álbum de estúdio da banda polonesa de black metal Behemoth, lançado em 1999 pela AvantGarde Music.

## Faixas
1. "Decade of Therion" - 03:19
2. "LAM" - 04:13
3. "Ceremony of Shiva" - 03:32
4. "Of Sephirotic Transformation and Carnality" - 04:31
5. "The Sermon to the Hypocrites" - 05:03
6. "Starspawn" - 03:32
7. "The Alchemist's Dream" - 05:40
8. "Chant for Eschaton 2000" - 05:22

## Créditos
- Nergal (Adam Darski) – guitarra, baixo, vocal, sintetizadores, letras, mixagem
- Inferno (Zbigniew Promiński)  – bateria e percussão
- L-Kaos (Leszek Dziegielewski) – guitarra